# Evangelický kostel (Kynšperk nad Ohří)
Evangelický kostel Vykupitele nebo jen Evangelický kostel je filiální, dříve farní kostel v Kynšperku nad Ohří v okrese Sokolov v Karlovarském kraji. Kostel je kazatelskou stanicí farního sboru Českobratrské církve evangelické v Sokolově. Objekt je od roku 2022 chráněn jako kulturní památka České republiky

## Historie
V souvislosti s hnutím „Pryč od Říma“ docházelo na konci devatenáctého a počátku dvacátého století k posílení vlivu protestantských církví. K evangelické církvi přestoupilo v Kynšperku nad Ohří 18 věřících v dubnu 1899 a další následovali. Dne 14. května 1899 byla v Kynšperku nad Ohří zřízena kazatelská stanice a již 4. června 1899 měl farář Gustav Fischer v místní tělocvičně první evangelickou bohoslužbu. Postupně se rozrůstající komunitě evangelíků později sloužily prostory radnice a městské školní budovy. Dne 27. dubna 1902 vznikl spolek pro postavení kostela a 21. srpna 1904 byl položen základní kámen. Stavba byla financována spolkem a z darů příznivců. Stavbu provedl místní stavitel J. W. Fritsch podle návrhu stuttgartských architektů Ludwiga Eisenlohra a Carla Weigleho, architektů mnoha historizujících staveb postavených v Německu v letech 1877–1910. K slavnostnímu vysvěcení stavby došlo 8. prosince 1905. Po druhé světové válce byli němečtí evangelíci donuceni odejít z Kynšperku nad Ohří a krátce po odsunu německého obyvatelstva vznikl Farní sbor Československé církve evangelické v Sokolově s kazatelskou stanicí v Kynšperku nad Ohří a kostel převzala Českobratrská církev evangelická.
Před oslavami 100. výročí proběhla v roce 2004 oprava střechy a varhan finančně podpořena Česko-německým fondem budoucnosti.

## Stavební podoba

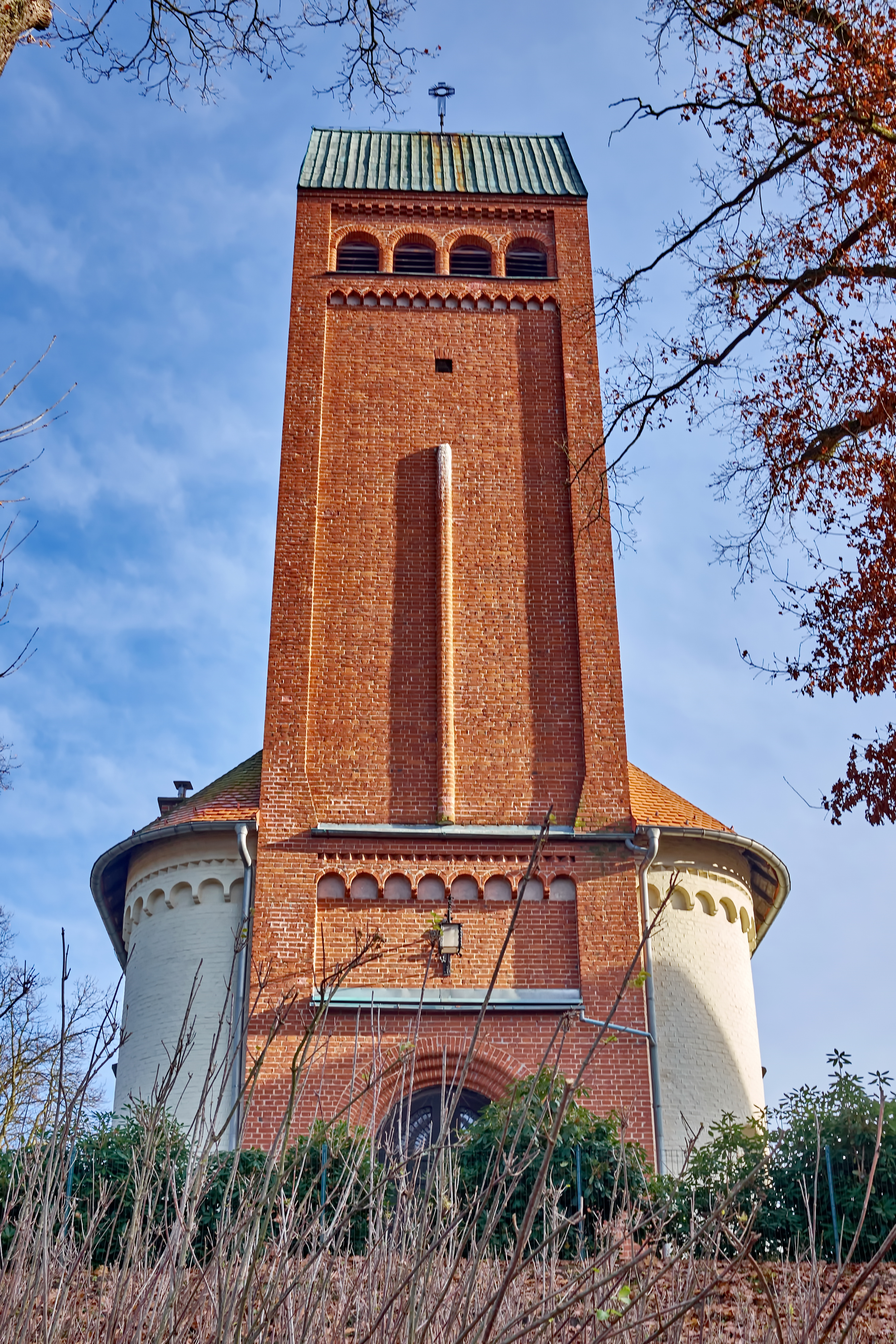
Pohled od západu na věž kostela

Jednolodní kostel byl postaven v novorománském duchu s prvky secese. Na vnějším ztvárnění je také patrný severský vliv zejména ztvárnění věže kostela. Vnější stěny kostela jsou jednotně novorománské s dvojicemi oken. K obdélné lodi s okrouhlými nárožími je přistavěna hranolová věž z červených cihel se sdruženými okny pod vrcholem. Věž je 26 metrů vysoká, z poloviny zapuštěná do hmoty lodi. Zakončená je protáhlou sedlovou stříškou s hřebenem napříč osy lodě. Loď je plochostropá a člení ji lizény do čtyř os s obdélnými, půlkruhově zakončenými okny. Jednoduchá kruchta je nesena čtyřmi sloupy. Pravoúhlý presbytář je nižší a užší než loď. Mezi presbytářem a závěrem kostela je excentricky umístěná čtyřboká sakristie bez jakéhokoliv dekóru. Presbytář, sakristii i loď kryje valbová střecha. Jako střešní krytina jsou použity pálené tašky bobrovky. V západním průčelí 26 metrů vysoké věže, z poloviny zapuštěné do hmoty lodi, se nachází půlkruhový ústupkový portál. Vstup tvoří dřevěné prosklené dvoukřídlé dveře, v horní části kryté kovovou mříží. V prázdném poli nad vstupem se měla původně nacházet malba Poslední večeře. Věž je zhotovena z červených cihel, její nižší části osvětlují střílnová okna a na vrcholu se otevírá arkádou. Celou věž završuje protáhlá sedlová střecha s hřebenem napříč k ose lodi, v současné době ji kryje plech. Vnější plášť je řešen z režných cihel. V současné době jsou cihly vidět pouze na věži, vlastní loď kostela včetně všech přístaveb překrývá nátěr v bílé barvě.

### Interiér
Interiér se dochoval v autentickém stavu s původními uměleckořemeslnými prvky vnitřního dřevěného vybavení v jednotné secesní výzdobě s folklorními motivy, zejména u kruchty a stropu.
V interiéru nejsou vidět žádné píšťaly varhan. Celý nástroj je zabudován i s prospektem tak, že není vidět. Varhany byly dovezeny z Výmaru, kde sloužily v divadle. Do Kynšperku nad Ohří byly převezeny roku 1904, ale jejich původ starší, okolo roku 1826. Nástroj je mechanický a má šest rejstříků a 378 píšťal. Z důvodu špatného stavu a dřívějších neodborných zásahů bylo rozhodnuto o jejich rekonstrukci. Varhany byly rozebrány, všechny píšťaly vyčištěny, opraveny, vráceny na původní místo a naladěny. Oprava proběhla v listopadu 2004 a trvala čtrnáct dní.

### Zvony
Kostel měl ve věži zavěšené tři zvony nazvané Kristus, Luther a Prigenitz. Vyrobené byly ve zvonařské dílně rodiny Schillingů v durynské Apoldě. K vysvěcení došlo 15. června 1905. Ve věži se však dochoval jen jeden z těchto zvonů, zvon Luther, ostatní dva zvony byly sejmuty a zrekvírovány pro potřeby válečného průmyslu v průběhu druhé světové války.